# Boris Strel
Boris Strel (Žiri, Yugoslavia, 20 de octubre de 1959-Škofja Loka, 28 de marzo de 2013) fue un deportista yugoslavo que compitió en esquí alpino.
Ganó una medalla de bronce en el Campeonato Mundial de Esquí Alpino de 1982, en la prueba de eslalon gigante. 
Participó en dos Juegos Olímpicos de Invierno, ocupando el octavo lugar en Lake Placid 1980 y el quinto en Sarajevo 1984, ambas en la prueba de eslalon gigante.
Falleció a los 53 años por suicidio.

## Palmarés internacional
| Campeonato Mundial | Campeonato Mundial   | Campeonato Mundial | Campeonato Mundial |
| Año                | Lugar                | Medalla            | Prueba             |
| ------------------ | -------------------- | ------------------ | ------------------ |
| 1982               | Schladming (Austria) | Medalla de bronce  | Eslalon gigante    |